# Leonardo Caprioli
Leonardo Caprioli (Bergamo, 24 novembre 1920 – Bergamo, 2 luglio 2013) è stato un medico italiano, presidente dell'Associazione Nazionale Alpini dal 1984 al 1998.

## Biografia
Frequenta il liceo di Bergamo "Paolo Sarpi", si iscrive all'università di Milano alla facoltà di medicina, ma nel gennaio 1941 interrompe gli studi perché si arruola volontario con la specifica richiesta di essere assegnato alle truppe alpine. Frequenta la scuola militare di alpinismo di Aosta diventando sergente, viene assegnato al 7º Reggimento alpini. Viene trasferito per un breve periodo al 6º Reggimento alpini supera il corso allievi ufficiali e viene assegnato al battaglione alpini Edolo del 5º Reggimento Alpini e a luglio del 1942, viene inviato in Russia.
Aggregato alla compagnia reggimentale di cannoni controcarro, il 15 gennaio 1943 sta partendo per ritornare in Italia in licenza, quando una ventina di carri armati sovietici irrompe a Rossosch, sede del comando di corpo d'armata alpino, rinuncia alla licenza e gli viene assegnato il comando del plotone mitragliatrici della 52ª compagnia, con il quale condivide le sorti fino alla battaglia di Nikolaevka del 26 gennaio e quindi prosegue per l'Italia dove arriva nell'aprile del 1943, viene congedato e prosegue gli studi laureandosi nel 1945 in medicina e chirurgia.
È sposato dal 1947 con la moglie Anna Callioni, da cui ha avuto quattro figli ed è ora nonno di sette nipoti.

### Dopoguerra
Nel dopoguerra si iscrive alla sezione di Bergamo dell'Associazione Nazionale Alpini diventandone presidente 1969-1984 e successivamente a livello nazionale dal 1984 fino al 1998, sarà l'ultimo presidente alpino ad aver partecipato ai fatti di guerra, lasciando la carica per motivi di salute, pur rimanendo presidente onorario.

Il suo motto da presidente nazionale è stato:
. Ha organizzato l'aiuto ai terremotati del Friuli.